# استینهیل (دهانه)
استینهیل یک دهانه برخوردی در ماه‌ است.

## دهانه‌های اقماری
این دهانه ۸ دهانه اقماری دارد.
| Steinheil | عرض جغرافیایی | طول جغرافیایی | قطر          |
| --------- | ------------- | ------------- | ------------ |
| E         | ۴۴.۹° S       | ۴۷.۶° E       | ۱۶.۰ کیلومتر |
| G         | ۴۵.۶° S       | ۴۹.۹° E       | ۱۹.۰ کیلومتر |
| F         | ۴۵.۳° S       | ۴۸.۴° E       | ۲۱.۰ کیلومتر |
| H         | ۴۵.۷° S       | ۴۶.۹° E       | ۲۰.۰ کیلومتر |
| K         | ۴۸.۶° S       | ۵۱.۹° E       | ۵.۰ کیلومتر  |
| Y         | ۴۷.۳° S       | ۴۵.۱° E       | ۱۶.۰ کیلومتر |
| X         | ۴۷.۶° S       | ۴۵.۸° E       | ۱۷.۰ کیلومتر |
| Z         | ۴۶.۴° S       | ۴۵.۴° E       | ۲۳.۰ کیلومتر |